# Homofobi

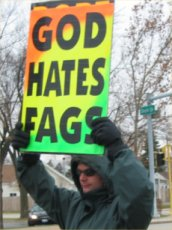
Person som protesterar mot homosexuella.

Homofobi avser negativa attityder, fientlighet och känslor mot homosexualitet, homosexuella, HBTQ-kultur och personer som identifierats eller antas vara homosexuella kvinnor och män, bisexuella eller transpersoner. Uttrycken kan vara antipati, förakt, fördomar, förlöjligande, aversion och hat. Känslorna kan vara baserade på irrationell eller rationell rädsla, irrationell eller rationell obehags- eller äckelkänsla, politisk övertygelse eller religiös tro. Homofobi återfinns i allvarliga och fientliga beteenden som diskriminering och våld mot HBTQ-personer (se hatbrott), som sker på grund av en icke-heterosexuell sexuell läggning.
I en del sammanhang betecknar homofobi både en enskild individs negativa attityder och samhällets generellt negativa attityder gentemot företeelserna. I andra sammanhang håller man isär detta och låter ordet homofobi beteckna enbart en individs enskilda attityd, medan samhällets generella negativa attityd, dess strukturella förtryck, betecknas som heterosexism.
Ordet noterades första gången i engelskan, 1969, och blev senare ett översättningslån i svenskan. I franskan användes ordet första gången på detta vis 1977.

## Homofobi i Världen

### Egypten
I Egypten är homosexualitet inte specifikt förbjudet, men lagar kring sedlighet används för att fängsla homosexuella och där finns inga öppet homosexuella rörelser.

### Iran
I Iran är homosexualitet enligt landets lagar förbjudet och bestraffas med döden. Sedan den Iranska revolutionen har regimen avrättat över 4000 homosexuella.

### Kuba
Homosexuella, jämte kvinnor och mörkhyade, blev traditionellt utsatta för diskriminering och förföljelse. Efter den Kubanska revolutionen år 1959 fortsatte diskrimineringen och under 1960 och 1970-talet blev många homosexuella avskedade, fängslade eller skickade till "utbildningsläger". Homosexualitet var illegalt fram till avkriminaliseringen år 1979. Fidel Castro år 2010 tog offentligt ansvar för "händelser av grov orättvisa" gentemot homosexuella som inträffade under denna period. Fidel Castro uttryckte att det var en historiskt svår tid i och med angreppen mot landet, men erkände att han gav rörelsen för homosexuellas rättigheter för lite uppmärksamhet.

### Marocko
Homosexuella kan inte leva öppet i Marocko och de som utger sig för att vara det förskjuts ofta ifrån sina familjer. Lagstiftning förbjuder inte uttryckligen homosexulitet, men homosexualitet bestraffas under andra rubriceringar.

### Palestina
Homosexuella förföljs i Palestina av polismyndigheter och lever under hot eftersom homosexualitet anses strida emot Islams påbud. Som en konsekvens av förföljelsen flyr homosexuella och bosätter sig i israeliska Tel Aviv.

### Sverige
I Sverige fanns en statlig myndighet, Ombudsmannen mot diskriminering på grund av sexuell läggning (HomO) som arbetade för att människor med homosexuell läggning ska kunna leva och arbeta som andra. HomO skulle verka för att diskriminering på grund av sexuell läggning inte förekommer på några områden av det svenska samhällslivet. Den 31 december 2008 avvecklades HomO och övriga ombudsmän mot diskriminering för att den 1 januari 2009 återuppstå som den nya Diskrimineringsombudsmannen. Den nya myndigheten grundar sin verksamhet på den diskrimineringslag som ersatte tidigare sju lagar mot diskriminering.
Det finns ett större antal dokumenterade våldsdåd (31 under perioden 1999-2009), inklusive mord, med homofobisk bakgrund. De flesta homofobiska hatbrott är dock inte våldsbrott utan av annan art, och antalet anmälningar om denna typ av brott är mellan 600 och 700 om året, medan toppen för antalet anmälda brott var 2009 med 1060 fall. "Mörkertalet för polisanmälda hatbrott är svåra att uppskatta. För de homofobiska hatbrotten är det enligt forskning uppskattningsvis en fjärdedel av offren som anmäler händelsen till polisen. homosexuella män anmäler brott dubbelt så ofta som homosexuella kvinnor." enligt BRÅ.

## Ekonomisk kostnad
Det finns studier som tyder på att homofobi kan ha en negativ ekonomisk inverkan för de länder där den existerar. I dessa länder är HBT-populationen mindre vilket leder till förlust av talang samt att HBT-turismen minskar då de hellre spenderar sina pengar i HBT-vänligare länder. 
Det bästa exemplet är Spanien som år 2005 blev den tredje europeiska nationen att legalisera homosexuella äktenskap, efter Belgien och Nederländerna. Spanien förknippas idag med ett semestermål där människor kan känna sig avslappnad över sin sexualitet. Barcelona arrangerar Europas största gayfestival och lockar mer än 70 000 besökare om året. Gay-turismen har stigit och HBT-besökare bidrar nu till 6,8 miljarder dollar om året till den spanska ekonomin.
Det har även gjorts studier i Indien för att undersöka den ekonomiska effekten av homofobi. M. V. Lee Badgett, ekonom vid University of Massachusetts Amherst, presenterade i mars 2014 en studie där Indien endast i hälsokostnader, orsakad av depression, självmord och hiv-behandling, ska ha spenderat 23,1 miljoner dollar på grund av homofobi. Utöver det finnas det kostnader som orsakas av våld, arbetsplatsförlust, familjeavslag och mobbning i skolan, vilket skulle leda till lägre utbildningsnivå, lägre produktivitet, lägre löner, sämre hälsa och kortare livslängd bland HBT-befolkningen. Sammantaget uppskattar hon för Indien, en förlust på upp till 30.800 miljoner dollar, eller 1,7% av den indiska BNP.

## Homofobi och Sport
I en rapport Out of the fields skriven av Denison E, Kitchen. A tas ämnet homofobi i samband med sport upp. Enligt studien är det endast 1 % av deltagarna som tror att HBT-personer känt sig helt accepterade i samband med idrott. En hög andel av deltagarna (80%) har dessutom bevittnat eller upplevt homofobi i ett idrottssammanhang. Skällsord som ”fagot” och ”poof” är de mest vanligt förekommande. 
Merparten av de HBT-personer som är engagerade i olika sportrelaterade föreningar rapporterade att de döljer sin sexuella läggning med rädsla för homofobisk diskriminering som orsak.